# Еър (езеро)
Еър (на английски: Lake Eyre) е голямо, безотточно солено езеро в южната част на Австралия, в централната част на щата Южна Австралия. Разположено е в депресия, на -15 m н.в., а когато е максимално напълнено с вода – на -9 m н.в., в суха и пустинна местност. Площта му варира от 9500 до 15 000 km, с дължина от север на юг 144 km, максимална ширина 65 km и дължина на бреговата линия 1718 km.

## Хидрография
Дъждовете в района на езерото са рядко явление и даже основните две подхранващи го реки Уорбъртън и Купърс Крийк не достигат всяка година до него. Периодите на пълноводие настъпват през лятото и водата постъпва в него по временни реки (суходолия, крийкове). Максималното запълване на езерото през последните 100 години е били само три пъти. Водата в езерото има розов оттенък за сметка на насищането му с бета-каротинов пигмент, предизвикан от водораслите Dunaliella salina.
Даже и през най-сухите години в езерото остава известно количество вода, която обикновено се събира в малки езерца (над 200 на брой), образувани върху неговото солено изсъхнало легло. По време на дъждовния сезон, реките идващи от щата Куинсланд се вливат в него от североизток. Количеството на валежите зависят от мусоните и определят дали водата на тези реки ще достигне до езерото и какво количество ще се влее в него. Това количество вода определя съответно неговата водна площ и дълбочината му. През отделни години се наблюдават малки и средни по размери наводнения, предизвикани от епизодични поройни дъждове, падащи в околните на него територии. Езерото Еър се състои от два обособени басейна: Северен Еър (много по-обширен) и Южен Еър, съединени чрез канала Гойдър. Поради това, че всичката постъпваща в него вода достига само до Северен Еър, то Южен Еър се пълни само по канала Гойдър.
Годишната сума на валежите в района на езерото е от 100 до 150 mm. Максималната му дълбочина достига 6 m, а в заливите Белт и Мадиган до 15 m. Размерите на Северен Еър са 144 km дължина и 65 km ширина, а на Южен Еър съответно – 65 km и 24 km. През сухия сезон дебелината на отложената по дъното солена кора достига до 0,5 m.
Увеличението на нивото на езерото до 1,5 m става обикновена на всеки 3 години, до 4 m – на всеки 10 години, а максималното му напълване – само няколко пъти на 100 години. Около 90% от водата постъпваща в него идва по река Уорбъртън. Максимални нива от 1885 г. са наблюдавани през 1886 – 87, 1889 – 90, 1916 – 17, 1950, 1955, 1974 – 77 и 1999 – 2001, с максимално ниво от 6 m през 1974 г. Местните епизодични поройни дъждове също могат да го напълнят до 3 – 4 m, като това се е случило през 1984 и 1989 г. Проливните дъждове през януари 2007 г. са продължили 6 седмици, но само малка част от тази вода е достигнала до езерото.

## Историческа справка
Езерото Еър е открито през 1858 г.от Уилям Бебидж, който го наименува на видния австралийски изследовател Едуард Еър, теоретично доказал през 1840 г. неговото съществуване.